# 2. divisjon
La 2. divisjon, conosciuta anche come PostNord-ligaen o i precedenti nomi di Fair Play ligaen e Oddsenligaen (a seconda della sponsorizzazione), è il terzo livello del campionato norvegese di calcio. Dal 2009, adottò l'attuale denominazione.
È composta da 28 squadre, divise in 2 gruppi. Le vincitrici di ogni gruppo guadagnano la promozione nella serie superiore, mentre le ultime tre classificate retrocedono in quella inferiore. Fino al 1996, la divisione era divisa in 6 gruppi. Tra il 1997 e il 2001, i gruppi furono 8. Dal 2002 al 2016, i gruppi erano 4 per 14 squadre ognuno, per un totale di 56 compagini. Al termine della stagione 2016, il campionato è stato riformato nell'attuale composizione.
La 2. divisjon è il massimo livello a cui possa partecipare una squadra riserve, soltanto di formazioni militanti nell'Eliteserien, come stabilito dai regolamenti.

## Squadre 2022

### Gruppo 1
- Arendal
- Egersund
- Eidsvold
- Florø
- Flekkerøy
- Fredrikstad
- Hødd
- Kvik Halden
- Kjelsås
- Moss
- Senja
- Skeid
- Tromsdalen
- Vålerenga 2

### Gruppo 2
- Alta
- Asker
- Bærum
- Bryne
- Brattvåg
- Fløya
- Fram Larvik
- Levanger
- Nardo
- Notodden
- Odd 2
- Rosenborg 2
- Sotra
- Vard Haugesund